# 카데낭 긴토
《카데낭 긴토》(필리핀어: Kadenang Ginto)는 2018년 방영된 필리핀의 드라마이다. ABS-CBN에서 방송하는 2018년 필리핀 드라마 복수 TV 시리즈이다. 제리 로페즈 시넨엥이 감독을 맡은 이 영화에는 프란신 디아즈, 안드레아 브릴란테스, 뷰티 곤잘레스, 딤플 로마나, 알베르 마르티네즈, 루이스 아부엘, 아드리안 알랜디, 리차드 얍이 출연한다. 이 시리즈는 2018년 10월 8일부터 2020년 2월 7일까지 네트워크의 카파밀리야 골드 오후 블록과 필리핀 채널을 통해 전 세계적으로 방영되어 아신타도를 대체했으며 러브 다이 우먼으로 대체되었다.
이 시리즈는 2018년 말부터 2019년 내내 필리핀에서 큰 인기를 끌었다. 높은 시청률을 유지하면서 1년 이상 지속된 몇 안 되는 주간 TV 드라마 중 하나이다. 시리즈의 네 주인공인 캐시와 마르가(프란신 디아즈와 안드레아 브릴란테스), 로미나와 다니엘라(뷰티 곤잘레스와 딤플스 로마나)의 경쟁은 전국적으로 화제가 됐다. 더욱이 다니엘라(딤플스 로마나)가 빨간 드레스를 입고 짐가방을 끄는 장면이 각종 소셜미디어 플랫폼에서 입소문을 타며 로마나의 인기와 경력이 새로운 정점에 오르는 데 일조했다.